# Niue en los Juegos del Pacífico de 2011

Bandera de Niue

Niue compitió en los Juegos del Pacífico de 2011 en Numea, Nueva Caledonia, entre el 27 de agosto y el 10 de septiembre del año 2011. Al 28 de junio de 2011, Niue ha incluido 63 competidores.

## Atletismo
Niue ha clasificado a 1 deportistas. 
Hombres
- Michael Juni Jackson

## Culturismo
Niue ha clasificado a 1 deportistas. 
Hombres
- Reagan Ioane

## Canotaje
Niue ha clasificado a 6 deportistas. 
Mujeres
- Stacey Fonga Davis
- Maia Aroha Davis
- Daisy Fealita Halo
- Karyn Misipeka
- Alana Smith
- Shaundell Togiamua

## Golf
Niue ha clasificado a 5 deportistas. 
Hombres
- James Douglas
- Lago Masiniholo
- Tenis Takili Talagi
- Jeremy Tolitule

Mujeres
- Sonia Shermaine Kifoto

## Levantamiento de pesas
Niue ha clasificado a 3 deportistas. 
Hombres
- Kurt Mahanitotonu
- Joe Tefua Mahanitotonu
- Daniel Nemani

## Rugby
Niue ha clasificado a un equipo masculino. Cada equipo puede estar formado por un máximo de 12 atletas. 
Hombres
- Luke Murray Gibb
- Zac Makavilitogia
- Uani Rhodes Talagi
- Kenny Akulu
- Tony Pulu
- Ponifasio Dean Kapaga
- Vincent Pihigia
- Rudolf Ainuu
- Shaun Danny Atamu
- Daniel Vilikoka Camira Makaia
- Leonale Bourke

## Tiroteo
Niue ha clasificado a 10 deportistas. 
- Sione Togiavalu
- Denis Rose Ofa
- Clemencia Sioneholo
- Morgan Magatogia
- Isatose Jr Papa Talagi
- San Juan Talagi
- Tuaitama Talaiti
- Upokoina Tekena Vakaafi
- Clayton Viliamu
- Asaaf Kulkoi Mahakitau

## Tenis de mesa
Niue tiene 1 atleta clasificado. 
Hombres
- Waimanu Pulu

## Vóleibol

### Voleibol de playa
Niue ha clasificado a un equipo femenino. Cada equipo puede constar de un máximo de 2 miembros. 
Mujeres
- Meleta Talaiti
- Liline Morrissey